# Sette anni in Tibet
Sette anni in Tibet (Seven Years in Tibet) è un film del 1997 diretto da Jean-Jacques Annaud, liberamente tratto dal memoriale omonimo (1953) dell'alpinista ed esploratore austriaco Heinrich Harrer il quale, negli anni della seconda guerra mondiale, visse da rifugiato in Tibet, dove svolse anche il ruolo di precettore e confidente dell'allora giovanissimo Dalai Lama Tenzin Gyatso.

## Trama
(Kungo Tsarong)
Austria, 1939, Heinrich Harrer è un giovane e arrogante scalatore di monti, membro del Partito Nazionalsocialista Tedesco dei Lavoratori, scelto dal governo tedesco per scalare le montagne dell'Himalaya, raggiungendo il misterioso Nanga Parbat, la nona vetta più alta del mondo, dove altre quattro spedizioni tedesche hanno fallito dopo la perdita di undici membri. Il giorno della partenza da Graz l'alpinista ha un litigio con la moglie Ingrid, incinta e prossima al parto, la quale preferirebbe che lui non partisse. Heinrich parte ugualmente, lasciando Ingrid alle cure di Horst Immendorf, un amico di famiglia, e si unisce al gruppo di Peter Aufschnaiter.
Durante la scalata, un'ascesa di ben ottomila metri, non ha la solita disinvoltura che lo contraddistingue, tanto che cade inavvertitamente, perdendo un rampone e ferendosi a un piede. Dopo che gli scalatori sono stati costretti a ritirarsi a causa delle valanghe di neve, Heinrich, Peter e il resto del gruppo vengono arrestati dal presidio dell'Impero britannico in India in quanto cittadini del Terzo Reich: in Europa è iniziata la guerra e tra il governo di Londra e quello di Berlino si sono accese le ostilità. Gli scalatori vengono imprigionati in un campo di detenzione britannico, il Dehra Dun P.O.W. Camp, dove Heinrich riceve per corrispondenza la richiesta di divorzio dalla moglie, che vorrebbe sposare Horst, e la conferma che suo figlio, Rolf, è nato.
Durante i tre anni che seguono, Heinrich tenta ripetutamente la fuga da Dehradun, ma i britannici lo arrestano sempre in anticipo, raddoppiando la guardia e lo stato di allerta. Nel settembre 1942, tuttavia, si unisce a Peter e ai compagni, che hanno pianificato l'evasione travestendosi da soldati, e finalmente riesce a scappare. Dopo l'evasione, però, si separa dal resto del gruppo, volendo raggiungere il Tibet. Dopo essersi riunito a Peter, che disapprova i suoi metodi sprezzanti e la sua dichiarata mancanza di principi, Heinrich raggiunge il confine con il Tibet, il più alto e isolato Paese del mondo, nonostante l'ostinata diffidenza del popolo tibetano. I monaci del villaggio di frontiera che raggiungono spiegano loro i motivi di una così elevata diffidenza: Sua Santità il Grande Tredicesimo Dalai Lama, prima di morire, aveva previsto che un giorno gli stranieri avrebbero invaso il Paese e dato inizio a un'era di morte e distruzione, bandendo i monaci e proibendo l'antica e radicata tradizione buddhista.
Sfuggiti nuovamente alle autorità, che vorrebbero rimandarli in India, Heinrich e Peter raggiungono di nascosto la Città Santa e Proibita di Lhasa, casa dei Dalai Lama, vietata da sempre agli stranieri, dove vengono ospitati da Tsarong, un tempo ministro della difesa del governo del Thubten Gyatso, e aiutati da Ngawang Jigme, un giovane segretario ambizioso al servizio del Reggente e del governo del giovane Quattordicesimo Dalai Lama, il bambino Tenzin Gyatso.
Heinrich trova un lavoro come geometra, mentre il suo amico sposa una tibetana, Pema Lhaki. Un giorno del maggio 1945, però, riceve una lettera del figlio Rolf, che lo invita a non scrivere più, sostenendo di non essere suo figlio, ma figlio di Horst. Subito dopo viene convocato dalla madre del Dalai Lama, molto riverita dai tibetani, la quale lo conduce al palazzo del Potala, residenza del giovane figlio, che gli richiede la costruzione di un cinema. Tra i due inizia così un rapporto molto profondo e di affetto reciproco. Heinrich gli insegna l'inglese e lo affaccia alla conoscenza dell'Occidente, mentre il giovane Tenzin Gyatso gli svela i più remoti segreti della civiltà del Tibet, a lungo rimasta ignota al mondo intero.
Un giorno i cinesi, da poco unitisi nella Repubblica Popolare Cinese del presidente Mao Zedong, dichiarano l'intenzione di annettere il Tibet al loro Stato, ma il Reggente non riconosce la sovranità dei cinesi sul Tibet, e pertanto incarica Tsarong di riorganizzare l'esercito. Heinrich e Peter sono coinvolti, su richiesta del Reggente, in aiuto di Tsarong, ma le possibilità di respingere l'invasione sono scarsissime. Il governo di Lhasa tenta quindi di negoziare, ma i generali cinesi, giunti a Lhasa con disprezzo e arroganza, guidati da Chang Jing Wu, rimangono delusi dall'incontro con il giovane Dalai Lama, e lasciano il Tibet, ribadendo il proprio distacco da ogni credenza religiosa.
Ngawang Jigme, divenuto ministro e governatore di Chamdo, ha il compito di respingere i cinesi, ma al termine della battaglia fa esplodere il deposito di munizioni e dichiara la resa, giungendo a un accordo con i cinesi. I tibetani sono disperati, perché se a Chamdo non si fosse giunti alla resa per ordine di Ngawang, si sarebbe potuto fare almeno un tentativo per frenare l'invasione cinese. Heinrich si riunisce al Dalai Lama per l'ultima volta. Il giovane respinge l'ipotesi di partire prudenzialmente per l'India, e lo invita a rimanere fino al giorno della sua incoronazione. Nel contempo, lo invita a tornare in Austria dal figlio Rolf. Infatti, anni dopo, l'uomo si ricongiunge col figlio.

## Produzione

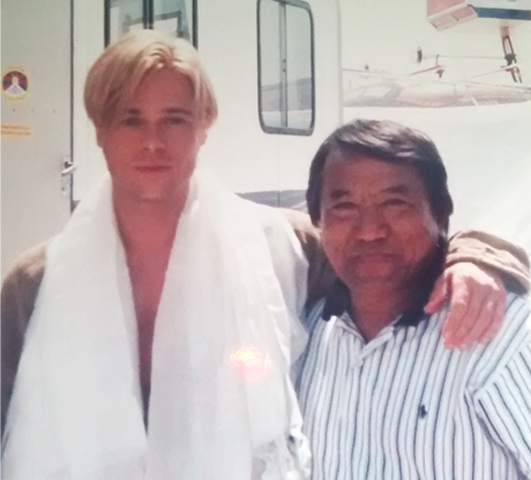
Brad Pitt sul set del film insieme al funzionario del governo tibetano Losang Thonden.

La maggior parte del film è stata girata a Mendoza e a La Plata in Argentina, ma, due anni dopo l'uscita del film, il regista Jean-Jacques Annaud ha confermato che due pezzi del film sono stati segretamente girati in Tibet, per un tempo di circa 20 minuti di riprese nella resa finale. Altri filmati sono stati girati in Nepal, Austria e Canada. La colonna sonora è composta da John Williams e i soli del violoncello sono eseguiti da Yo-Yo Ma.

## Differenze tra libro e film
Ci sono una serie di differenze significative tra il libro originale di Heinrich Harrer del 1953 e il film.
- Quando nel film Harrer giunge alla stazione, viene accolto dalle autorità quale "eroe tedesco", al che lui, per tutta risposta, controbatte seccamente: "Grazie, ma sono austriaco". Dire questo nel 1939, a distanza d'un anno dall'Anschluss (l'annessione, dietro previo decreto plebiscitario, dell'Austria alla Germania nazista nell'ottica di perseguimento della Großdeutschland), implica una sua avversione per il regime nazista la cui pubblica espressione sarebbe stata singolarmente audace[2], cosa che viene poi accentuata dalla sua riluttanza nel reggere la bandiera nazista. Nel libro Harrer non riporta nulla di tutto ciò, considerato pure il fatto che, per sua stessa ammissione, fosse affiliato alle Sturmabteilung naziste (le famigerate "camicie brune") dal 1933 (quando, in Austria, risultavano essere ancora un'associazione illegale)[3][4][5] e, appena dopo l'annessione nazista dell'Austria, alle SS.[6]
- Nel film il rapporto di Harrer col figlio lontano ricopre un ruolo chiave nella trama, fungendovi dunque da tema portante, benché nel suo libro il protagonista vi abbia dedicato ben poco spazio. Sebbene il suo retroscena familiare sia infatti ricostruito abbastanza fedelmente, nell'autobiografia Harrer si limita a riportare il resoconto d'un brevissimo incontro avuto col figlio, affermando infatti che non esisteva più niente di significativo capace di legarlo alla sua terra d'origine e pertanto ciò fosse una delle ragioni per non ritornare in Europa e restare in Tibet.[7]
- La visita a Lhasa dei negoziatori cinesi, atterrati in un aeroporto costruito dai tibetani, e la loro partenza per la Cina, dopo la breve conferenza con le loro controparti tibetane (durante la quale avviene da parte loro la profanazione del maṇḍala di sabbia e viene fatta l'osservazione, in linea con la loro impostazione ideologica marxista, che "la religione è veleno") sono fatti rappresentati solo nel film e che non trovano riscontro né nel libro né tantomeno nei numerosi testi storici sull'argomento. Oltretutto, all'epoca non esisteva ancora un collegamento aereo a Lhasa Gonggar e l'aeroporto, contrariamente a quanto mostrato nel film, vide la luce soltanto nel 1956, cioè soltanto dopo l'annessione cinese del Paese himalayano (tanto che il Dalai Lama, quando volle recarsi a Pechino nel 1954 per trattare col governo cinese i termini dell'occupazione, dovette utilizzare il sistema stradale tra i due paesi, tra l'altro all'epoca ancora incompleto.[8])
- Allo stesso modo, l'intera sequenza dei negoziati e l'installazione del Dalai Lama si discostano dalla realtà storica. Tenzin Gyatso, quattordicesimo Dalai Lama, è stato incoronato come leader temporale del Tibet il 17 novembre 1950. Una delegazione venne inviata a Pechino e convenne sull'accordo dei 17 punti, riguardante l'annessione cinese del Tibet. Nel frattempo il Dalai Lama si rifugiò sul confine tra India e Sikkim. II Dalai Lama non amò mai questo accordo: tornò però a Lhasa e per diversi anni cercò di lavorare nel limite delle sue possibilità.[7]

## Casi mediatici
Appena uscito, il film ricevette pesanti condanne. Il governo della Repubblica Popolare Cinese affermò che i militari cinesi fossero stati capziosamente rappresentati in comportamenti brutali verso la popolazione tibetana, mentre i tibetani, al contrario, fossero rappresentati unicamente in modo positivo. In conseguenza di ciò, il regista e gli attori protagonisti Pitt e Thewlis vennero banditi per sempre dalla Cina.

## Accoglienza
L'accento austriaco reso nell'interpretazione di Brad Pitt è stato classificato al terzo posto nella lista compilata dalla rivista Empire dei peggiori accenti nei film di tutti i tempi.